# Медична процедура
Медична процедура — курс дій, спрямований на досягнення результату у наданні медичної допомоги.
Медична процедура, що виконується з метою визначення, вимірювання або діагностики стану або параметра пацієнта також називається медичним тестом (лабораторна діагностика). Іншими поширеними видами процедур є: терапевтичні (тобто призначені для лікування, лікування або відновлення функції або структури), хірургічні, фізична реабілітації.

## Визначення
Термін має кілька визначень, та синонімів:
- «Діяльність, спрямована на людину або виконувана з нею з метою оздоровлення, лікування захворювань чи травм або постановки діагнозу»[1]
- «Дія або проведення діагностики, лікування або операції»[2]
- «Серія кроків, за допомогою яких досягається бажаний результат»[3]
- «Послідовність кроків, яких слід дотримуватися при встановленні певного курсу дій»[4]

Термін має кілька синонімів:
- медична маніпуляція
- медична операція[5]
- лікувальна акція[6]

## Перелік медичних процедур

### Пропедевтичні
- Фізикальне обстеження
- Пальпація
- Перкусія
- Аускультація
- Вимірювання життєво важливих ознак, таких як артеріальний тиск, температура тіла, пульс і частота серцевих скорочень

### Діагностичні
- Лабораторні аналізи (тести)
  - Клінічний аналіз крові
  - Біохімічний аналіз крові
  - Копрограма
  - Клінічний аналіз сечі
- Серцевий стрес-тест
- Електрокардіографія
- Електрокортикографія[en]
- Електроенцефалографія
- Електроміографія
- Електронейронографія[en]
- Електроністагмографія[en]
- Електроокулографія[en]
- Електроретинографія[en]
- Моніторинг ендопроменевої капсули[en]
- Ендоскопія
  - Колоноскопія
  - Кольпоскопія
  - Цистоскопія
  - Гастроскопія
  - Лапароскопія
  - Ларингоскопія[en]
  - Офтальмоскопія
  - Отоскопія[en]
  - Сигмоїдоскопія
- Дослідження моторики стравоходу
- Викликаний потенціал[en]
- Магнітоенцефалографія[en]
- Медична візуалізація
  - Ангіографія
    - Аортографія[en]
    - Мозкова ангіографія[en]
    - Коронарографія
    - Лімфангіографія
    - Легенева ангіографія[en]
    - Вентрикулографія[en]

  - Фотофлюорографія грудної клітини[en]
  - Комп'ютерна томографія
  - Ехокардіографія
  - Електрична імпедансна томографія[en]
  - Флюороскопія
  - Магнітно-резонансна томографія
    - Дифузне оптичне зображення
    - Зображення тензора дифузії
    - Дифузійно-зважене зображення
    - Функціональна магнітно-резонансна томографія

  - Позитронно-емісійна томографія
  - Рентгенографія
  - Сцинтилографія
  - ОФЕКТ (англ. SPECT)
  - УЗД
    - УЗД з контрастом[en]
    - Гінекологічна ультрасонографія[en]
    - Внутрішньосудинне УЗД
    - Акушерська ультрасонографія[en]

  - Термографія
  - Віртуальна колоноскопія[en]
- Нейровізуалізація
- Постурографія[en]

### Терапевтичні
- Профілактика тромбозів[en]
- Прекордіальний стук[en]
- Політеризація[en]
- Гемодіаліз
- Гемофільтрація[en]
- Плазмаферез
- Аферез[en]
- Екстракорпоральна мембранна оксигенація (англ. ECMO)
- Імунотерапія раку
- Вакцина проти раку
- Конізація шийки матки [en]
- Хіміотерапія
- Цитолюмінесцентна терапія[en]
- Терапія для посилення інсуліну[en]
- Низькодозова хіміотерапія[en]
- Терапія моноклональними антитілами
- Фотодинамічна терапія[en]
- Радіотерапія
- Цільова терапія
- Інтубація трахеї
- Радіотерапія з незапечатаним джерелом[en]
- Терапія віртуальної реальності[en]
- Фізична терапія / Фізична реабілітація
- Логотерапія (Логопедія)
- Фототерапія
- Гідротерапія
- Теплотерапія
- Шокова терапія
  - Інсулінова шокова терапія[en]
  - Електросудомна терапія
  - Симптоматичне лікування
- Замісна терапія рідиною[en]
- Паліативна допомога
- Гіпербарична киснева терапія
- Киснева терапія
- Генна терапія
- Замісна терапія ферментами[en]
- Внутрішньовенна терапія
- Фаготерапія
- Респіраторна терапія
- Терапія зору[en]
- Електротерапія
- Транскутанна електрична стимуляція нервів [en] (TENS)
- Лазерна терапія
- Комбінована терапія[en]
- Трудотерапія
- Імунізація
- Вакцинація
- Імуносупресивна терапія
- Психотерапія
- Медикаментозна терапія
- Голковколювання
- Антивеном
- Магнітотерапія
- Краніосакральна терапія
- Хелатотерапія
- Гормональна терапія[en]; Hormonal therapy
- Замісна гормональна терапія
- Замісна терапія опіатами[en]
- Клітинна терапія
- Лікування стовбуровими клітинами
- Інтубація
- Небулізація
- Інгаляційна терапія
- Терапія частинками
- Протонна терапія[en]
- Фторотерапія[en]
- Терапія холодної компресії[en]
- Терапія за допомогою тварин
- Терапія ран під негативним тиском
- Замісна терапія нікотином
- Пероральна регідратаційна терапія

### Хірургічні
- Абляція (медицина)[en]
- Ампутація
- Біопсія
- Серцево-легенева реанімація (СЛР)
- Кріохірургія [en]
- Ендоскопічна хірургія
- Омолодження обличчя [en]
- Загальна хірургія
- Хірургія кисті
- Геміламінектомія [en]
- Хірургія за допомогою зображення [en]
- Замісна терапія хряща коліна[en]
- Ламінектомія[en]
- Лапароскопічна хірургія
- Літотомія
- Літотриптор
- Лоботомія
- Неовагінопластика
- Радіохірургія
- Стереотаксична хірургія
- Радіохірургія
- Вагінопластика
- Ксенотрансплантація[en]

### Знеболювальні
- Дисоціативна анестезія
- Загальний наркоз
- Місцева анестезія
  - Топічна анестезія[en] (поверхнева)
  - Епідуральна (екстрадуральна) блокада
  - Спінальна анестезія (субарахноїдальний блок)
  - Місцева анестезія (поверхнева)
  - Анестезія місця перелома
- Регіональна анестезія
  - Внутрішньовенна регіонарна анестезія
  - Внутрішньокісткова анестезія

### Інші
- Інтервенційна рентгенологія [en]
- Скринінг (медицина)